# Corneille Ewango
Corneille Ewango est un environnementaliste de la République démocratique du Congo.
Il fut responsable du programme botanique de la Réserve de faune à okapis en République démocratique du Congo de 1996 à 2003. Il a reçu le prix Goldman pour l'environnement en 2005 pour ses efforts dans la protection de la Réserve de faune à okapis située dans la forêt de l'Ituri durant la Guerre civile congolaise. La population des Mbuti réside dans cette réserve, elle est aussi l'habitat d'animaux comme les okapis (introuvables ailleurs), les éléphants et 13 espèces de primates. Ewango a recensé 270 espèces de lianes et 600 espèces d'arbres dans la région[réf. nécessaire].

## Œuvres
- « The liana assemblage of a Congolian rainforest : Diversity, structure and dynamics », Wageningen University, 2010, 161 p.,  (ISBN 9789085858133). Thesis submitted in fulfillment of the requirements for the degree of Doctor at Wageningen University.